# Macrotarsomys petteri
Macrotarsomys petteri là một loài gặm nhấm Malagasy trong chi macrotarsomys. Với chiều dài đầu và thân 150 mm và khối lượng cơ thể 105 g, đây là loài lớn nhất trong chi của nó. Màu trên lưng màu nâu, đen tối nhất ở giữa phía sau, và các phần dưới có màu trắng đến vàng. Chúng có râu dài, chi trước ngắn, và Bàn chân sau dài. Đuôi kết thúc bằng một chùm nổi bật của dài, lông màu nhạt. Hộp sọ là mạnh mẽ và răng hàm là low-crowned và nhọn.
Macrotarsomys petteri nay chỉ được tìm thấy trong rừng Mikea Madagascar tây nam, nhưng hồ sơ bán hóa thạch chỉ ra rằng loài này đã từng phân bố rộng rãi hơn ở miền nam Madagascar. thay đổi khí hậu và cạnh tranh với các loài được du nhập có thể dẫn đến sự thay đổi trong phạm vi phân bố của chúng. Rừng Mikea, nơi duy nhất nó vẫn được biết có loài này hiện diện, đang bị đe dọa bởi sự phát triển của con người.

## Phân loại
Trong một bản kê sinh học năm 2003 của rừng Mikea, một vùng rừng của Madagascar tây nam, một mẫu vật duy nhất của chi động vật gặm nhấm macrotarsomys được thu thập. Loài này tỏ ra là khác biệt với cả hai loài được biết đến trước đó của chi - Macrotarsomys bastardi phân bố trên diện rộng ở Madagascar tây, và Macrotarsomys ingens lớn hơn, chỉ được biết đến từ vườn quốc gia Ankarafantsika. Theo đó, Steven Goodman và Voahangy Soarimalala đặt tên loài là vào năm 2005 như là một loài mới, Macrotarsomys petteri. Tên cụ thể, Petteri, vinh danh nhà động vật học người Pháp François Petter vì những đóng góp của vị này cho nghiên cứu về loài gặm nhấm Malagasy. M. petteri, loài lớn nhất trong chi, là giống nhất với M. ingens có thể là tương đối gần gũi nhất của nó.

## Mô tả
Macrotarsomys petteri là một loài động vật gặm nhấm sống trên mặt đất với chân trước ngắn và chân sau dài. Chiều dài thân đầu 150 mm (5.9 in) và cân nặng 105 g (3.7 oz) trong mẫu vật đầy đủ duy nhất được biết đến, loài này lớn hơn nhiều so với M. bastardi, và các số đo của nó dao động trên dưới mức của biến thể được biết đến trong M. ingens. Các phần trên được phủ lông mềm và ngắn. Phần lớn lông phủ (phần chính của lông thú) có màu nâu sẫm cho hai phần ba gần nhất với cơ sở, sau đó là nâu nhạt, với một đầu nâu tối màu nâu. Giữa lưng có màu sẫm hơn, bởi vì lông mái che có màu nâu tối hoàn toàn. Các sợi lông dài từ 6 đến 8 mm (0.2 to 0.3 in) ở vai và 7 đến 9 mm (0.3 to 0.4 in) ở lưng. Các lông bảo vệ (guard hair) có màu xám. Bởi vì các sườn không có lông phủ tối hoàn toàn, chúng hơi nhẹ hơn phần còn lại của phần trên. Chúng có màu sắc phân cách rất rõ ràng từ phần dưới, màu trắng hoàn toàn đến hơi nâu da bò. Các mystacial vibrissae (râu phía trên miệng) dài, đến 60 mm (2.4 in).